# 前佩茨湖

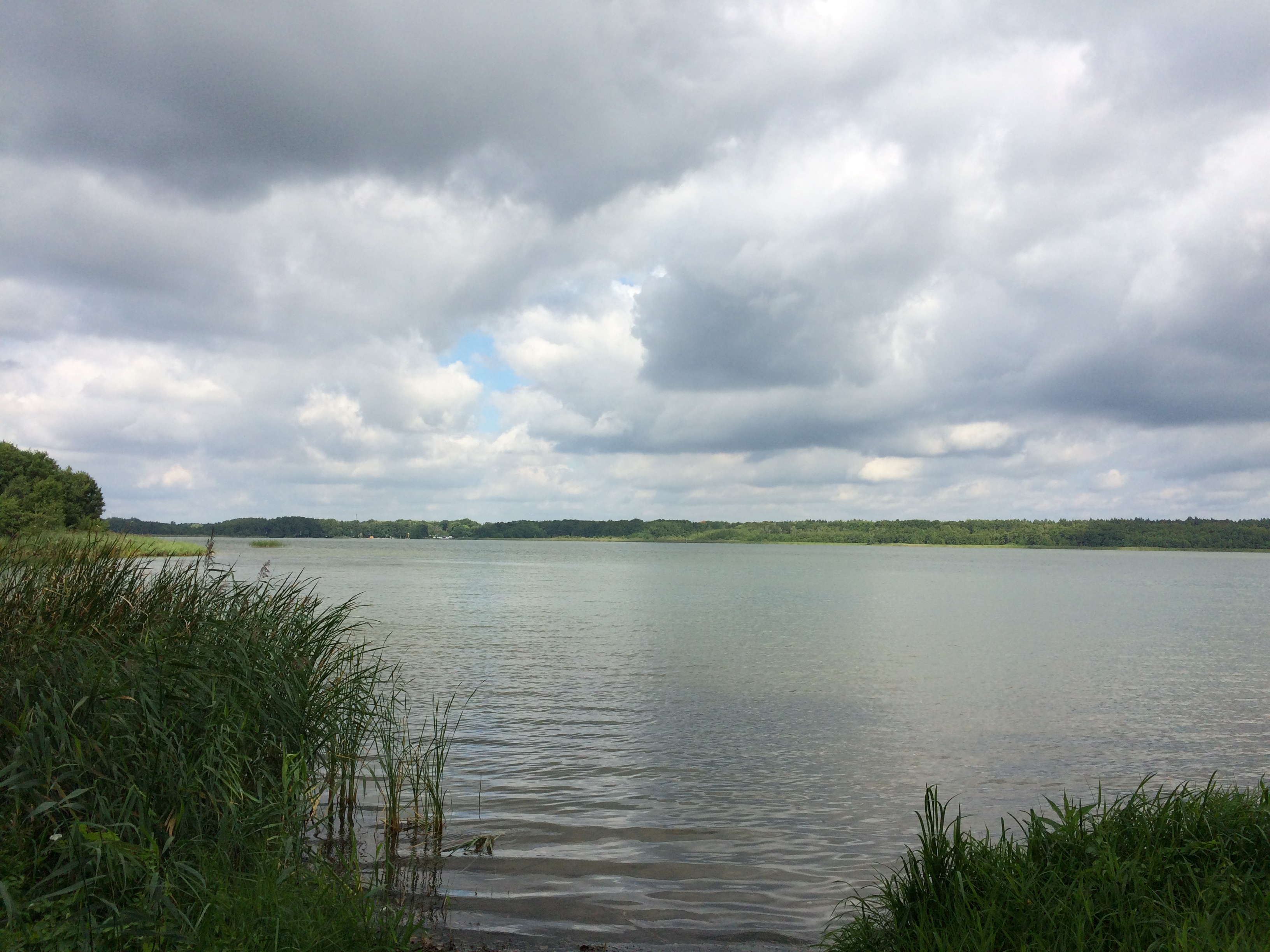

52°13′58″N 13°39′18″E / 52.23278°N 13.65500°E
前佩茨湖（德語：Pätzer Vordersee），是德國的湖泊，位於該國西南部，由勃蘭登堡州負責管轄，處於達默-施普雷瓦爾德縣，面積1.7平方公里，海拔高度34米，最大水深18米。